# NGC 6315
NGC 6315 (другие обозначения — MCG 4-40-23, ZWG 139.45, PGC 59843) — спиральная галактика с перемычкой (SBc) в созвездии Геркулес.
Этот объект входит в число перечисленных в оригинальной редакции «Нового общего каталога».